# 437 Родія
437 Родія (437 Rhodia) — астероїд головного поясу, відкритий 16 липня 1898 року Огюстом Шарлуа у Ніцці.